# Дуарте, Карлос
Карлос М. Дуарте (Carlos M. Duarte; род. 27 июля 1960, Лиссабон, Португалия) — биоокеанолог и морской эколог испанского происхождения, водный эколог, специалист по морским травам и биоразнообразию.
Доктор философии (1987), профессор Высшего совета по научным исследованиям Испании и (с 2015) Научно-технологического университета имени короля Абдаллы в Саудовской Аравии (KAUST).
Член Европейской академии (2005).
Входит в число наиболее цитируемых учёных по Clarivate (2005, 2014-5, 2017, 2019).

## Биография
Окончил Мадридский автономный университет (бакалавр биологии, 1982). В 1987 году получил степень доктора философии по лимнологии в Университете Макгилла. Ученик Рамона Маргалефа. С 1987 году фелло-постдок, с 1989 году научный сотрудник, с 1999 года исследовательский профессор Высшего совета по научным исследованиям Испании. В 2011—2015 годах именной профессор (Winthrop Professor) и директор Института океанов Университета Западной Австралии.
В 2012—2015 годах адъюнкт-профессор Университета короля Абдул-Азиза в Саудовской Аравии и в 2014—2017 годах — норвежского Университета Тромсё. С 2015 года профессор KAUST, также занимает там именную исследовательскую кафедру (Tarek Ahmed Juffali Chair) экологии Красного моря, в 2016—2018 годах директор в этом университете исследовательского центра Красного моря.
Фелло Association for the Sciences of Limnology and Oceanography (2016, её президент в 2007—2010 годах, единственный неамериканец на этом посту за её более чем 80-летнюю историю) и European Academy of Science (2018). С 2009 года член научного совета ERC (по 2013). Шеф-редактор Frontiers in Marine Science, экс-шеф-редактор Estuaries and Coasts, ассоциированный редактор ряда других журналов.
Проводил свои исследования преимущественно в Испании и Австралии, из последней перебрался в KAUST. Организатор и руководитель Malaspina Expedition 2010. Разработчик понятия Blue carbon (ввел его в 2005 году).
Возглавлял первую испанскую экспедицию в Северный Ледовитый океан.
Гражданин Испании, женат, есть дочь.
Автор более 700 научных работ, цитировавшихся 42 тыс. раз (по состоянию на 2018 год). Автор четырёх книг. Публиковался в Nature, Nature Geoscience.

## Награды и отличия
- G. Evelyn Hutchinson Award[англ.] (2001)
- Premio Nacional de Investigación Alejandro Malaspina[исп.] (2007)
- Premio Rey Jaime I[исп.] (2009)
- Prix d’Excellence, высшее отличие International Council for the Exploration of the Sea[англ.] (2011)
- Vladimir Ivanovich Vernadsky Medal[нем.] (2016)[25]
- Carlo Heip International Award (2018, первый удостоенный)[22]
- Blaise Pascal Medal, European Academy of Sciences (2018)[26]
- Ramon Margalef Prize in Ecology[англ.] (2019)[18][27]
- BBVA Foundation Frontiers of Knowledge Award (2019)[19][28]

Почётный доктор канадского Университета Квебека в Монреале (2010) и нидерландского Утрехтского университета (2012).